# Eleanor F. Helin
Eleanor Francis Helin (19 de novembro de 1932 – 25 de janeiro de 2009) foi uma astrónoma estado-unidense, investigadora principal do programa Near Earth Asteroid Tracking (NEAT), no Jet Propulsion Laboratory da NASA. Algumas fontes referem-se-lhe como Eleanor Kay Helin.
Descobriu (ou foi a principal descobridora de) mais de 800 asteroides, incluindo os primeiros dois asteroides Aton, o 2062 Aton e o 2100 Ra-Shalom; os asteroides Apolos 4660 Nereus e 4769 Castalia e outros; vários asteroides Amor; três asteroides troianos, incluindo o 3240 Laocoon; e também o 9969 Braille.
O asteroide 3267 Glo foi assim nomeado em sua homenagem ("Glo" era a sua alcunha).